# Fred Stolle
Frederick Sydney Stolle (Hornsby, Australia, 8 de octubre de 1938-5 de marzo de 2025) fue un tenista australiano. Uno de los más destacados amateur de los años 1960, siendo campeón del Campeonato Francés y del US National Singles Championships.

## Torneos de Grand Slam

### Campeón Individuales (2)
| Año  | Torneo                            | Oponente en la final | Resultado         |
| 1965 | Campeonato Francés                | Tony Roche           | 3-6 6-0 6-2 6-3   |
| 1966 | US National Singles Championships | John Newcombe        | 4-6 12-10 6-3 6-4 |

### Finalista Individuales (6)
| Año  | Torneo                            | Oponente en la final | Resultado           |
| 1963 | Wimbledon                         | Chuck McKinley       | 7-9 1-6 4-6         |
| 1964 | Campeonato Australiano            | Roy Emerson          | 3-6 4-6 2-6         |
| 1964 | Wimbledon                         | Roy Emerson          | 1-6 10-12 6-4 3-6   |
| 1964 | US National Singles Championships | Roy Emerson          | 4-6 2-6 4-6         |
| 1965 | Campeonato Australiano            | Roy Emerson          | 9-7 6-2 4-6 5-7 1-6 |
| 1965 | Wimbledon                         | Roy Emerson          | 2-6 4-6 4-6         |

### Campeón Dobles (10)
| Año  | Torneo                            | Pareja       | Oponentes en la final            | Resultado               |
| 1962 | Wimbledon                         | Bob Hewitt   | Boro Jovanovic Nikola Pilić      | 6-2 5-7 6-2 6-4         |
| 1963 | Campeonato Australiano            | Bob Hewitt   | Ken Fletcher John Newcombe       | 6-2 3-6 6-3 3-6 6-3     |
| 1964 | Campeonato Australiano            | Bob Hewitt   | Roy Emerson Ken Fletcher         | 6-4 7-5 3-6 4-6 14-12   |
| 1964 | Wimbledon                         | Bob Hewitt   | Roy Emerson Ken Fletcher         | 7-5 11-9 6-4            |
| 1965 | Campeonato Francés                | Roy Emerson  | Ken Fletcher Bob Hewitt          | 6-8 6-3 8-6 6-2         |
| 1965 | US National Doubles Championships | Roy Emerson  | Frank Froehling Charles Pasarell | 6-4 10-12 7-5 6-3       |
| 1966 | Campeonato Australiano            | Roy Emerson  | John Newcombe Tony Roche         | 7-9 6-3 6-8 14-12 12-10 |
| 1966 | Campeonato Australiano            | Roy Emerson  | John Newcombe Tony Roche         | 7-9 6-3 6-8 14-12 12-10 |
| 1968 | Roland Garros                     | Ken Rosewall | Roy Emerson Rod Laver            | 6-3 6-4 6-3             |
| 1969 | US Open                           | Ken Rosewall | Charles Pasarell Dennis Ralston  | 2-6 7-5 13-11 6-3       |

### Finalista Dobles (6)
| Año  | Torneo                 | Pareja       | Oponentes en la final    | Resultado             |
| 1961 | Wimbledon              | Bob Hewitt   | Roy Emerson Neale Fraser | 6-4 6-8 6-4 6-8 8-6   |
| 1962 | Campeonato Australiano | Bob Hewitt   | Roy Emerson Neale Fraser | 6-4 6-4 1-6 4-6 9-11  |
| 1965 | Campeonato Australiano | Roy Emerson  | John Newcombe Tony Roche | 6-3 6-4 11-13 3-6 4-6 |
| 1968 | Wimbledon              | Ken Rosewall | John Newcombe Tony Roche | 6-3 6-8 7-5 12-14 3-6 |
| 1969 | Abierto de Australia   | Ken Rosewall | Roy Emerson Rod Laver    | 6-4 6-4               |
| 1970 | Wimbledon              | Ken Rosewall | John Newcombe Tony Roche | 8-10 3-6 1-6          |

### Campeón Dobles Mixto (7)
| Año  | Torneo                   | Pareja           | Oponentes en la final         | Resultado          |
| 1961 | Wimbledon                | Lesley Turner    | Robert Howe Edda Buding       | 11-9 6-2           |
| 1962 | Australian Championships | Lesley Turner    | Darlene Hard Roger Taylor     | 6-3 9-7            |
| 1962 | US Championships         | Margaret Smith   | Lesley Turner Frank Froehling | 7-5 6-2            |
| 1964 | Wimbledon                | Lesley Turner    | Ken Fletcher Margaret Smith   | 6-4 6-4            |
| 1965 | US Championships         | Margaret Smith   | Judy Tegart Frank Froehling   | 6-2 6-2            |
| 1969 | Abierto de Australia     | Ann Haydon-Jones | Final no disputada            | Final no disputada |
| 1969 | Wimbledon                | Ann Haydon-Jones | Tony Roche Judy Tegart        | 6-4 6-4            |